# Eparchie sarapulská
Eparchie Sarapul je eparchie ruské pravoslavné církve nacházející se v Rusku.

## Území a titul biskupa
Zahrnuje správní hranice území městského okruhu Sarapul a Možga, také Alnašského, Grachovského, Kambarského, Karakulinského, Kňasovského, Malopurginského, Možginského a Sarapulského rajónu republiky Udmurtsko.
Eparchiálnímu biskupovi náleží titul biskup sarapulský a možginský.

## Historie
Od 16. století bylo území současné eparchie součástí kazaňské eparchie.
Roku 1868 byl zřízen sarapulský vikariát vjatské eparchie. Sídlem sarapulského biskupa byl Trifonovský monastýr Zesnutí přesvaté Bohorodice.
Roku 1889 byl vikariát přeměněn na polonezávislý okruh a biskup začal sídlit v Sarapulu.
Dne 13. září 1916 získal vikariát zvláštní práva a 12. října stejného roku získal vikarijní biskup titul sarapulský a jelabužský.
Dne 7. září 1918 byla dekretem patriarchy Tichona a Nejsvětějšího synodu zřízena samostatná sarapulská a jelabužská eparchie. Eparchie zahrnovala území Sarapulský, Jelabužského a Malmyžského ujezdu.
Dne 19. září 1921 bylo rozhodnuto o odebrání titulu jelabužský jelikož bylo plánováno zřízení jelabužského biskupského stolce.
Dne 19. listopadu 1943 došlo ke zrušení eparchie, jelikož byl stolec přesunut do Iževsku, hlavního města Udmurtské autonomní sovětské socialistické republiky.
Dne 25. prosince 2013 došlo k obnovení sarapulské eparchie. Sarapulská eparchie se stala spolu s iževskou a glazovskou eparchií součástí nově vzniklé udmurtské metropole.

## Seznam biskupů

### Sarapulský vikariát vjatské eparchie
- 1868–1872 Gennadij (Levickij)
- 1872–1877 Palladij (Pjankov)
- 1878–1878 Pavel (Vilčinskij)
- 1878–1882 Nafanail (Leandrov)
- 1882–1886 Tichon (Troickij-Doněbin)
- 1888–1889 Nikon (Bogojavlenskij)
- 1889–1891 Afanasij (Parchomovič)
- 1891–1893 Anastasij (Opockij)
- 1893–1895 Alexij (Sobolev)
- 1895–1900 Nikodim (Bokov)
- 1901–1902 Vladimir (Blagorazumov)
- 1902–1906 Michej (Alexejev)
- 1906–1909 Arsenij (Timofejev)
- 1909–1914 Mefodij (Velikanov)
- 1914–1917 Amvrosij (Gudko), svatořečený mučedník
- 1917–1918 Alexij (Kuzněcov)

### Sarapulská eparchie
- 1918–1933 Alexij (Kuzněcov)
- 1933–1934 Simeon (Michajlov)
- 1934–1935 Varlaam (Kozulja)
- 1935–1935 Vladimir (Gorkovskij)
- 1935–1938 Alexij (Kuzněcov)
- 1938–1939 Simeon (Michajlov)
- 1943–1943 Ioann (Bratoljubov)
  - 1943–2013 eparchie zrušena
- 2014–2015 Viktorin (Kostěnkov)
- 2015–2015 Viktorin (Kostěnkov), dočasný administrátor
- 2015–2021 Antonij (Prostichin)
- od 2021 Vladimir (Kostěnkov), dočasný administrátor